# Martin Brest
Martin Brest (Bronx, 1951. augusztus 8. –) Oscar-díjra jelölt amerikai filmrendező, forgatókönyvíró és filmproducer.
Fontosabb rendezései közt található a Beverly Hills-i zsaru (1984) és az Éjszakai rohanás (1988) című akcióvígjáték, az Oscarra jelölt Egy asszony illata (1992) című filmdráma és a Ha eljön Joe Black (1998) című romantikus film. 
Legutolsó rendezése a 2003-as Gengszter románc volt, mely kritikai és pénzügyi bukásnak bizonyult és rendezői pályafutásának végét is jelentette.

## Filmográfia

### Rendezőként
| Év   | Magyar cím                | Eredeti cím                      | Feladatkör | Feladatkör | Feladatkör | Feladatkör |
| Év   | Magyar cím                | Eredeti cím                      | Rendező    | Producer   | Író        | Vágó       |
| ---- | ------------------------- | -------------------------------- | ---------- | ---------- | ---------- | ---------- |
| 1972 |                           | Hot Dogs for Gauguin (rövidfilm) | Igen       | Igen       | Igen       | Igen       |
| 1977 |                           | Hot Tomorrows                    | Igen       | Igen       | Igen       | Igen       |
| 1979 | Öreg rókák, nem vén rókák | Going in Style                   | Igen       | Nem        | Igen       | Nem        |
| 1984 | Beverly Hills-i zsaru     | Beverly Hills Cop                | Igen       | Nem        | Nem        | Nem        |
| 1988 | Éjszakai rohanás          | Midnight Run                     | Igen       | Igen       | Nem        | Nem        |
| 1992 | Egy asszony illata        | Scent of a Woman                 | Igen       | Igen       | Nem        | Nem        |
| 1993 | Josh és S.A.M.            | Josh and S.A.M.                  | Nem        | Igen       | Nem        | Nem        |
| 1998 | Ha eljön Joe Black        | Meet Joe Black                   | Igen       | Igen       | Nem        | Nem        |
| 2003 | Gengszter románc          | Gigli                            | Igen       | Igen       | Igen       | Nem        |

### Színészként
| Év   | Magyar cím            | Eredeti cím                  | Szerep          | Megjegyzések                            |
| ---- | --------------------- | ---------------------------- | --------------- | --------------------------------------- |
| 1972 |                       | Hot Dogs for Gauguin         | férfi a kompon  | rövidfilm                               |
| 1982 | Változó világ         | Fast Times at Ridgemont High | Dr. Miller      | - magyar hangja: - Anger Zsolt          |
| 1984 | Beverly Hills-i zsaru | Beverly Hills Cop            | recepciós       | - magyar hangja: - Szabó Sipos Barnabás |
| 1985 | Kémek, mint mi        | Spies Like Us                | biztonsági őr   |                                         |
| 1988 | Éjszakai rohanás      | Midnight Run                 | reptéri dolgozó | stáblistán nem szerepel                 |

## Díjak és jelölések
| Film               | Díj             | Év   | Kategória                | Eredmény |
| ------------------ | --------------- | ---- | ------------------------ | -------- |
| Egy asszony illata | Oscar-díj       | 1993 | Legjobb film             | Jelölve  |
| Egy asszony illata | Oscar-díj       | 1993 | Legjobb rendező          | Jelölve  |
| Gengszter románc   | Arany Málna díj | 2004 | Legrosszabb film         | Elnyerte |
| Gengszter románc   | Arany Málna díj | 2004 | Legrosszabb rendező      | Elnyerte |
| Gengszter románc   | Arany Málna díj | 2004 | Legrosszabb forgatókönyv | Elnyerte |

## Fordítás
- Ez a szócikk részben vagy egészben  a   Martin Brest című angol Wikipédia-szócikk fordításán alapul.  Az eredeti cikk szerkesztőit annak laptörténete sorolja fel. Ez a jelzés csupán a megfogalmazás eredetét és a szerzői jogokat jelzi, nem szolgál a cikkben szereplő információk forrásmegjelöléseként.